# Magnetischer Druck
Der magnetische Druck {\displaystyle p_{\mathrm {mag} }} (auch magnetische Energiedichte genannt) ist ein Beitrag zum hydrostatischen Druck, wenn das Fluid magnetisch ist (z. B. flüssiges oder gasförmiges Metall oder Plasma) und Magnetfelder präsent sind. 
Der magnetische Druck ist proportional zum Quadrat der magnetischen Flussdichte {\displaystyle B\,\!}:
{\displaystyle p_{\mathrm {mag} }={\frac {1}{2}}\cdot {\frac {B^{2}}{\mu _{0}}}}
Darin steht {\displaystyle \mu _{0}\,\!} für die magnetische Feldkonstante. Ihr Wert ist abhängig vom verwendeten Einheitensystem, z. B. beträgt er im Gaußsystem 4{\displaystyle \pi \,\!}.
Bei einer Flussdichte B = 1 T ergibt sich ein Druck von 400 kPa bzw. eine Energiedichte von 400 kJ/m3.